# Goniocera maxima
Goniocera maxima är en tvåvingeart som beskrevs av Richter 1999. Goniocera maxima ingår i släktet Goniocera och familjen parasitflugor. Inga underarter finns listade i Catalogue of Life.